# Glaciar Roseg
O Glaciar Roseg (em romanche:  Vadret da Roseg) é uma geleira da Cordilheira Bernina situado no cantão dos Grisões na Alta-Engadina da Suíça.